# Pantteri

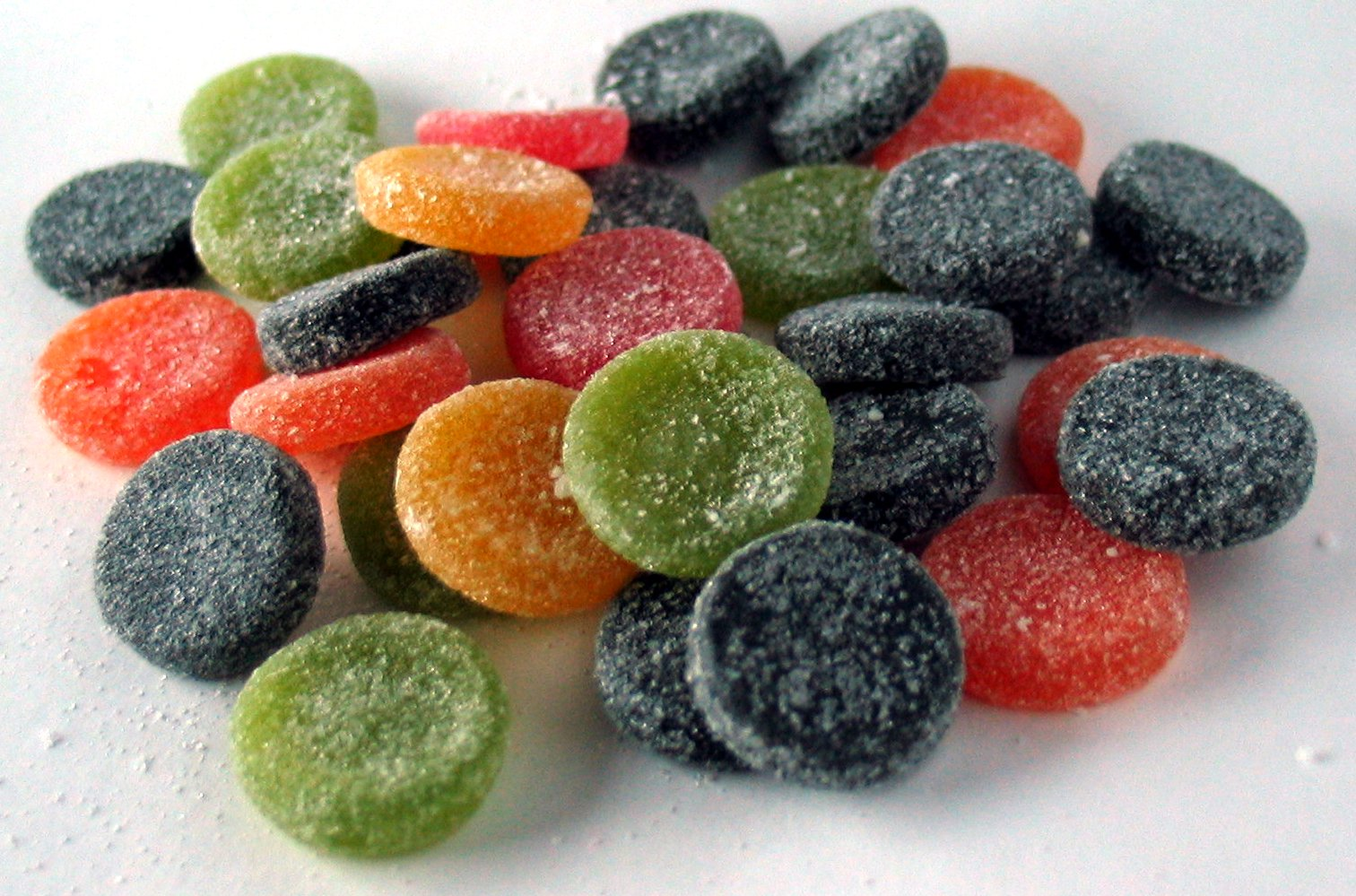
Pantteri Mix : la recette originale, en noir, et plusieurs pantteri aux fruits.

Pantteri (finnois pour « panthère ») est une marque populaire de confiserie finlandaise au chlorure d'ammonium (salmiakki). Ces bonbons sont produits par l'entreprise finlandaise Fazer. Ils sont vendus sous le nom de Katten (« chats ») en Suède depuis 2006.
Inventés en 1965, ils sont d'abord vendus en petites boîtes en carton avec un dessin de panthère dessus, d'où le nom. Ils sont également noirs, dû au salmiakki noir et à la réglisse. On mettra plus tard une couche de sucre dessus, altérant un peu le goût des pantteri. Dès les années 1990, on trouve des pantteri aux fruits, vendus avec ceux à la recette originale dans des sachets marqués Pantteri Mix. Il y a également Musta Pantteri (« panthère noire »), dont la recette ajoute un peu plus de chlorure d'ammonium que pour les pantteri traditionnels.
Dans les années 2000, Fazer a recommencé à vendre des pantteri sans sucre. Il a aussi ajouté deux autres versions de pantteri : Lumipantteri Mix (« panthère de neige »), dont les bonbons sont blancs, Yöpantteri Mix (« panthère de nuit »), avec des bonbons aux fruits et au salmiakki en formes de panthère, étoile et lune.